# Skyline Chili
A Skyline Chili é uma cadeia de restaurantes de Cincinnati chili, com sede em Cincinnati, Ohio. Fundada em 1949 pelo imigrante grego Nicholas Lambrinides, o nome Skyline Chili se deve à vista do horizonte de Cincinnati que Lambrinides podia ver do primeiro restaurante (que já foi demolido), aberto na seção da cidade hoje conhecida como Price Hill. É também o "chili oficial" de muitas equipes e locais de esportes profissionais locais, incluindo o Cincinnati Bengals, o Cincinnati Reds, o Cincinnati Cyclones, o Columbus Blue Jackets e o parque temático Kings Island, e também patrocina o Crosstown Shootout, um jogo anual de rivalidade de basquete universitário masculino entre as duas equipes da cidade da NCAA Division I, Cincinnati e Xavier.

## História
O restaurante foi fundado em 1949 pelo emigrante grego Nicholas Lambrinides. O restaurante deve seu nome "Skyline Chilli" à vista do horizonte de Cincinnati que Lambrinides tinha de seu primeiro restaurante, localizado no distrito de Price Hill. A família abriu um segundo restaurante em 1953. O sucesso da empresa se acelerou na década de 1960. Quando Nicholas Lambrinides faleceu em 1962, aos 82 anos de idade, seus filhos assumiram a empresa. No final do século, a cadeia de restaurantes havia se expandido para mais de 100 filiais. Em 1998, foi vendida para a empresa de investimentos Fleet Equity Partners, que deu continuidade à linha tradicional, incluindo as receitas.

## Oferta
O Skyline Chilli é frequentemente chamado de restaurante de fast food, pois os processos nos restaurantes e a preparação dos alimentos são rotineiros, semelhantes aos das grandes redes de fast food. Em contraste com essas redes, no entanto, no Skyline Chilli você é servido em sua mesa e recebe bolachas gratuitas enquanto espera.
Uma das especialidades é o chamado Cincinnati chili, um tipo de chilli com carne, que é servido com espaguete (por exemplo, 3-Way) ou cachorro-quente (Coney ou Cheese Coney). Ao usar determinados temperos, o chilli estilo Cincinnati dessa rede de restaurantes tem um sabor particularmente característico. A receita, que é oficialmente descrita como um segredo de família bem guardado, é significativa. O Skyline Chilli é o patrocinador oficial do Cincinnati Reds e do Columbus Blue Jackets.